# Zoppè di Cadore
Zoppè di Cadore est une commune italienne de la province de Belluno, dans la région Vénétie.

## Géographie
C'est la plus haute (1461 m d'altitude) et la plus petite commune de Cadore, dont elle a toujours fait partie historiquement bien qu'elle soit située dans le Val di Zoldo.

## Histoire
Son nom pourrait provenir de "zôpa" en dialecte local qui désigne une motte de terre. Les premières références écrites du village, appelé à l'époque Mons Zupedi, remontent à 1155.
L'activité traditionnelle du village consistait à fabriquer du charbon de bois destiné aux forges de la vallée qui travaillaient les matériaux ferreux. Une autre spécialité, remontant au XIXe siècle, était due aux glaciers qui fabriquaient des glaces artisanales.
L'église paroissiale, dédiée à Sant'Anna, a été construite dans les années 1732-37. 

## Administration
| Période                                  | Période  | Identité       | Étiquette | Qualité |
| ---------------------------------------- | -------- | -------------- | --------- | ------- |
| 5 avril 2005                             | En cours | Renzo Bortolot |           |         |
| Les données manquantes sont à compléter. |          |                |           |         |

### Hameaux
Villa, Bortolot, Sagui.

### Bâtiments caractéristiques

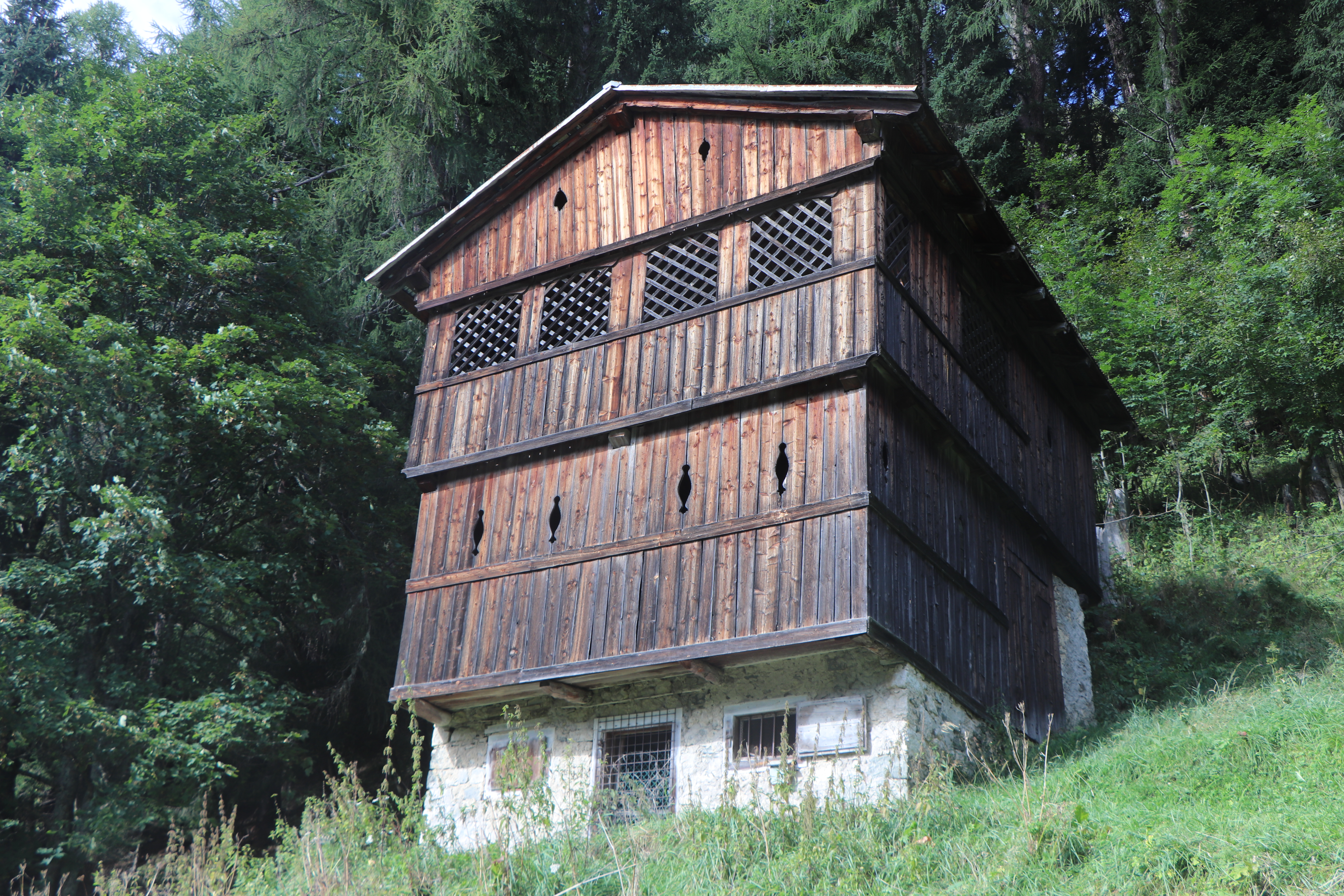
Grenier à fourrage de Zoppé di Cadore

La commune de Zoppé di Cadore montre des greniers à fourrage appelés tabia dont le nom pourrait provenir du latin tabulatum (recouvert de planches). A l'exception du premier niveau qui servait d'écurie construit en pierre, le tabia est élevé en bois de mélèze et ajouré au niveau de la grange pour assurer l'aération.  

### Communes limitrophes
Forno di Zoldo, Vodo di Cadore, Zoldo Alto